# Klobukasta ščitovka
Klobukasta ščitovka (znanstveno ime Pluteus petasatus) je gliva iz rodu ščitovk (Pluteus).

## Značilnosti
Klobuk ima od 5 do 14 cm. Mlad je konveksen, kasneje postane široko izbočen ali skoraj ploščat, s plitko osrednjo izboklino. Ko je svež, je lepljiv, vendar se kmalu posuši. Najprej je površina gola, nato postane nad sredino fino luskasta. Barva je spremenljiva, običajno belkasta ali zelo bledo rjava, s temnejšo, bolj rjavo sredino, včasih pa srednje do temno rjava.
Lističi so gosti s krajšimi vmesnimi lističi. Niso pritrjeni na bet. Dolgo ostanejo bele barve, ko trosi dozorijo, pa postanejo rožnati.
Bet je visok od 3,5 do 12 cm in širok od 4 do 20 mm. Bolj ali manj enakomerno valjat z rahlo zadebeljenim dniščem. Suh in gol, proti dnišču fino vlaknast. Zgoraj je bele barve, spodaj pa rjavkast.
Meso je čvrsto in belo v celoti in ne spreminja barve na zraku. Vonj in okus sta neizrazita ali kvečjemu rahlo podobna redkvici.

## Razširjenost in življenjski prostor
Raste od pozne pomladi do poletja, posamično ali v manjših skupinah kot gniloživka na odmrlem lesu listavcev, vendar ga pogosto najdemo v sekancih, lesni zastirki, kupih žagovine in podobno; pogosto se pojavlja v mestnih območjih, zlasti tam, kjer so bila drevesa odstranjena v enem ali dveh letih; pogosto raste iz zakopanega lesa in je videti, kot da bi rasla iz zemlje.

## Mikroskopske značilnosti
Trosni odtis je rožnate barve. Trosi so elipsasti, gladki, prosojni, neamiloidni in merijo 5–8 x 3,5–6 µm.

## Podobne vrste
- bela ščitovka (Pluteus pellitus) ima svetlejši klobuk.

## Uporabnost
Užitna, a ne preveč kvalitetna.

## Galerija slik
- lističi in bet
- trosi in cistide